# Pontlliw
Pontlliw (o Pont-lliw) és un poble i municipi del comtat gal·lès d'Abertawe. El municipi (cymuned en gal·lès) rep el nom de "Pontlliw i Tircoed", i té el seu propi consell, elegit popularment. El poble és a prop de la ciutat de Pontarddulais, i s'hi accedeix per la sortida 47 de la M4.
El nom "Pontlliw" procedeix del nom gal·lès per "pont" (igual que en català) i pel riu Lliw que travessa la vila.
Pontlliw té una escola primària i diversos establiments com venedors de premsa, oficina de correus, perruqueria i pubs.
La petitesa del poble fa que hom el prengui per barri de les ciutats veïnes, Penllergaer o Pontarddulais.